# Крістофер Марлоу
Крі́стофер , Ма́рлоу, Ме́рлоу чи Марло (англ. Christopher Marlowe; 26 лютого 1564 — 30 травня 1593) — англійський поет, драматург («Трагічне життя доктора Фауста»). Вважається родоначальником англійської ренесансної трагедії. Саме Марло запровадив і розвинув білий вірш, що став традиційним для цього жанру.

## З життєпису
З березня 1581 року навчався, як стипендіат архієпископа Паркера, в Кембриджському університеті. Переїхав до Лондона, де зайнявся активною літературною діяльністю. Зблизився з т. зв. «Університетськими умами», групою драматургів, куди входили поети Д. Лілі, Томас Неш, Роберт Грін, Джордж Піль, і Томас Лодж.

Мав репутацію безбожника та вільнодумця. Є дані про його співпрацю з таємними службами.
Загинув в містечку під Лондоном — був заколотий власним ножем унаслідок сварки, що розпочалася через розрахунок в таверні. Вважається, що це було навмисне вбивство, організоване агентами таємної поліції.

## Марлоу та Шекспір
Крістофер Марлоу ймовірно є співавтором ранніх п'єс свого уславленого однолітка Шекспіра. Також саме він, на думку деяких істориків мистецтва, що сумніваються в авторстві Шекспіра, є справжнім автором його творів.

## Життя після смерті
Як і щодо Шекспіра, про Крістофера Марлоу існує багато різноманітних теорій. За однією з них він насправді не загинув у 1593. Його покровитель Томас Волсінгем, син керівника англійської спецслужби Френсіса Волсінгема, щоб запобігти арешту Марлоу за атеїзм і бурхливе інтимне життя, інсценував його смерть у 1593 році й відправив подалі від Англії. Нібито збереглись доноси англійської розвідки про перебування «священика Крістофера Марлоу» (письменник здобув богословську освіту в Кембриджі) в іспанській столиці в 1599 і 1602 роках. Існують й інші докази життя Марлоу після 1593 року. В 1600-го адмірал Волтер Рейлі написав відповідь на вірш, який був звернений Марлоу до нього, і в цій відповіді Рейлі глузує зі свого давнього друга як із живого. По-друге, у 1604 році державному секретареві Англії Роберту Сесілу був пред'явлений рахунок за утримання під вартою у в'язниці протягом семи тижнів і двох днів «священика Крістофера Марлоу».

## П'єси
- «Трагічна історія доктора Фауста» 1587-1588
- «Тамерлан Великий» 1587-1588
- «Мальтійський єврей» 1589

## Українські переклади
- Крістофер Марло. Трагічна історія доктора Фауста: Драм. поема / З англ. Перекл. Євген Крижевич // Журнал «Всесвіт» 1979. — № 9.
- Крістофер Марлоу. Трагічна історія доктора Фауста / Переклад з англійської Олександра Артамонова. — Київ : Видавництво Руслана Халікова, 2023. — 176 с. ISBN 978-617-8310-11-0[3][4][первинне джерело]